# Općina Grad
Grad je naselje i središte općine s 2.302 stanovnika smještene u slovenskoj pokrajini Goričko. 
U svojoj povijesti naselje se zvalo Lyndwa i Gornja Lendava, a današnji naziv nosi od 1952. Ime Grad na slovenskom znači dvorac i odnosi se na srednjovijekovni dvorac smješten na brdu pokraj naselja.

## Naselja u općini
Dolnji Slaveči, Grad, Kovačevci, Kruplivnik, Motovilci, Radovci, Vidonci

## Vanjske poveznice
- Službena stranica općine